# Peter Winkler
Peter Winkler, slovenski uradnik, * 1934, Bloke.
Winkler je bil dolgoletni direktor Urada Vlade Republike Slovenije za narodnosti.

## Odlikovanja in nagrade
Leta 2000 je prejel častni znak svobode Republike Slovenije z naslednjo utemeljitvijo: »za prispevek k uveljavitvi visokih civilizacijskih načel v ustvarjanju in izvajanju narodnostne politike Republike Slovenije«.